# Keku
Keku (kinesiska: 克枯乡, 克枯) är en socken i Kina. Den ligger i provinsen Sichuan, i den sydvästra delen av landet, omkring 110 kilometer nordväst om provinshuvudstaden Chengdu. Antalet invånare är 3 078. Befolkningen består av 1 471 kvinnor och 1 607 män. Barn under 15 år utgör 16,0 %, vuxna 15-64 år 75 %, och äldre över 65 år 8,0 %.
Genomsnittlig årsnederbörd är 1 340 millimeter. Den regnigaste månaden är juli, med i genomsnitt 356 mm nederbörd, och den torraste är december, med 9 mm nederbörd.